# Purcellovo pohoří
Purcellovo pohoří (anglicky Purcell Mountains)
je pohoří v jihozápadní části Kanady, na jihovýchodě Britské Kolumbie.
Purcellovo pohoří je součástí Kolumbijských hor
(američtí geografové považují Kolumbijské pohoří za součást Skalnatých hor, v Kanadě je považováno za samostatné pohoří). Nejvyšší horou Purcellova pohoří je Mount Farnham (3 493 m).

## Geografie
Západně od Purcellova pohoří leží tektonický příkop s jezerem Kootenay a řeka Duncan, východně se nachází údolí Trench Valley s několika menšími jezery a četnými vývěry termálních pramenů. Nejvyšší hory pohoří jsou pokryty ledovcovými splazy

## Geologie
Pohoří pochází z období starohor. Hlavními horninami jsou granity, ruly a kvarcity.